# Степанов, Николай Никитович
Николай Никитович Степанов (9 января 1919, Большие Льзи, Петроградская губерния — 2008, Москва) — полковник Советской Армии, участник Великой Отечественной войны, Герой Советского Союза (1945).

## Биография
Николай Степанов родился 9 января 1919 года в деревне Большие Льзи (ныне — Плюсский район Псковской области). После окончания семи классов школы проживал и работал в Ленинграде. В 1939 году Степанов окончил Ленинградский кинотехникум. В том же году он был призван на службу в Рабоче-крестьянскую Красную Армию. В 1940 году Степанов окончил Ленинградское авиатехническое училище. С первого дня Великой Отечественной войны — на её фронтах.
К апрелю 1945 года капитан Николай Степанов был штурманом эскадрильи 566-го штурмового авиаполка 277-й штурмовой авиадивизии 1-й воздушной армии 3-го Белорусского фронта. К тому времени он совершил 123 боевых вылета на штурмовку скоплений боевой техники и живой силы противника, его важных объектов, нанеся ему большие потери.
Указом Президиума Верховного Совета СССР от 29 июня 1945 года за «мужество и героизм, проявленные при нанесении штурмовых ударов по врагу», капитан Николай Степанов был удостоен высокого звания Героя Советского Союза с вручением ордена Ленина и медали «Золотая Звезда» за номером 8006.
В апреле 1945 года Степанов был сбит, при падении получил тяжёлые ранения. После излечения он был признан негодным к военной службе и уволен из Вооружённых Сил. Проживал и работал в Ленинграде. В 1950—1974 годах вновь служил в Советской Армии. В 1955 году Степанов окончил Военно-воздушную академию. Был уволен в запас в звании полковника. Проживал и работал в Москве. Умер 17 сентября 2008 года, похоронен на Троекуровском кладбище Москвы.
Был также награждён двумя орденами Красного Знамени, орденом Александра Невского, двумя орденами Отечественной войны 1-й степени, двумя орденами Красной Звезды и рядом медалей.